# Pflegeintervention
Als Pflegeintervention oder Pflegemaßnahme werden alle pflegerischen Aktivitäten bezeichnet, die darauf ausgerichtet sind die mit dem Pflegebedürftigen vereinbarten und festgelegten Pflegeziele zu erreichen. Diese Maßnahmen sind Teil des Pflegeprozesses und der Pflegeplanung. Sie bedürfen einer zugrundeliegenden Pflegediagnose und einer nachfolgenden Evaluation. In der Literatur werden die beiden Begriffe häufig synonym benutzt, jedoch werden sie unterschiedlich akzentuiert.